# Đorđe Vujadinović
Đorđe Vujadinović (serb. Ђорђе Вујадиновић, ur. 29 listopada 1909 w Smederevie, zm. 5 października 1990 w Belgradzie) – jugosłowiański piłkarz narodowości serbskiej występujący na pozycji napastnika, reprezentant Jugosławii, trener piłkarski.

## Kariera piłkarska
Vujadinović przez 17 lat reprezentował barwy BSK Belgrad (1923–1940). Od 1928 został włączony do pierwszej drużyny, z którą 5 razy zdobywał Mistrzostwo Jugosławii w sezonach 1929/30, 1932/33, 1934/35, 1935/36 i 1938/39. Dwa razy kończył sezon jako król strzelców Prva liga Jugoslavije w rozgrywkach 1929 (10 bramek) i 1930/31 (12 bramek). 
Vujadinović po raz pierwszy w reprezentacji Jugosławii wystąpił 6 października 1929 w przegranym 1:2 spotkaniu z Rumunią. 
W 1930 został powołany przez trenera Boško Simonovicia na Mistrzostwa Świata w Urugwaju. Jego reprezentacja zajęła na turnieju 4. miejsce, a on sam zagrał w trzech spotkaniach z Brazylią, Boliwią (bramka) i późniejszym mistrzem świata Urugwajem (bramka). 
Po raz ostatni w reprezentacji zagrał 3 listopada 1940 w wygranym 2:0 spotkaniu z reprezentacją III Rzeszy. Łącznie w latach 1929–1940 wystąpił w 44 spotkaniach kadry Jugosławii, w których strzelił 18 bramek.
| Mecze i gole w reprezentacji | Mecze i gole w reprezentacji | Mecze i gole w reprezentacji | Mecze i gole w reprezentacji | Mecze i gole w reprezentacji | Mecze i gole w reprezentacji | Mecze i gole w reprezentacji |
| #                            | Data                         | Miasto                       | Przeciwnik                   | Gol                          | Wynik                        | Rozgrywki                    |
| ---------------------------- | ---------------------------- | ---------------------------- | ---------------------------- | ---------------------------- | ---------------------------- | ---------------------------- |
| 1.                           | 06.10.1929                   | Bukareszt                    | Rumunia                      |                              | 1:2                          | Balkan Cup                   |
| 2.                           | 26.01.1930                   | Ateny                        | Grecja                       | Gol                          | 1:2                          | Balkan Cup                   |
| 3.                           | 13.04.1930                   | Belgrad                      | Bułgaria                     | Gol · Gol                    | 6:1                          | towarzyski                   |
| 4.                           | 15.06.1930                   | Sofia                        | Bułgaria                     |                              | 2:2                          | towarzyski                   |
| 5.                           | 14.07.1930                   | Montevideo                   | Brazylia                     |                              | 2:1                          | MŚ 1930                      |
| 6.                           | 17.07.1930                   | Montevideo                   | Boliwia                      | Gol                          | 4:0                          | MŚ 1930                      |
| 7.                           | 27.07.1930                   | Montevideo                   | Urugwaj                      | Gol                          | 1:6                          | MŚ 1930                      |
| 8.                           | 03.08.1930                   | Buenos Aires                 | Argentyna                    |                              | 1:3                          | towarzyski                   |
| 9.                           | 19.04.1931                   | Belgrad                      | Bułgaria                     |                              | 1:0                          | Balkan Cup                   |
| 10.                          | 02.10.1931                   | Sofia                        | Turcja                       |                              | 0:2                          | Balkan Cup                   |
| 11.                          | 24.04.1932                   | Oviedo                       | Hiszpania                    | Gol                          | 1:2                          | towarzyski                   |
| 12.                          | 03.05.1932                   | Lizbona                      | Portugalia                   | Gol · Gol                    | 2:3                          | towarzyski                   |
| 13.                          | 29.05.1932                   | Zagrzeb                      | Polska                       |                              | 0:3                          | towarzyski                   |
| 14.                          | 26.06.1932                   | Belgrad                      | Grecja                       | Gol                          | 7:1                          | Balkan Cup                   |
| 15.                          | 03.07.1932                   | Belgrad                      | Rumunia                      | Gol                          | 3:1                          | Balkan Cup                   |
| 16.                          | 30.04.1933                   | Belgrad                      | Hiszpania                    |                              | 1:1                          | towarzyski                   |
| 17.                          | 07.05.1933                   | Zurych                       | Szwajcaria                   |                              | 1:4                          | towarzyski                   |
| 18.                          | 10.09.1933                   | Warszawa                     | Polska                       | Gol                          | 3:4                          | towarzyski                   |
| 19.                          | 24.09.1933                   | Belgrad                      | Szwajcaria                   |                              | 2:2                          | El. MŚ 1934                  |
| 20.                          | 29.04.1934                   | Bukareszt                    | Rumunia                      |                              | 1:2                          | El. MŚ 1934                  |
| 21.                          | 03.06.1934                   | Belgrad                      | Brazylia                     |                              | 8:4                          | towarzyski                   |
| 22.                          | 16.12.1934                   | Paryż                        | Francja                      | Gol                          | 2:3                          | towarzyski                   |
| 23.                          | 23.12.1934                   | Ateny                        | Grecja                       |                              | 1:2                          | Balkan Cup                   |
| 24.                          | 25.12.1934                   | Ateny                        | Bułgaria                     |                              | 4:3                          | Balkan Cup                   |
| 25.                          | 21.06.1935                   | Sofia                        | Grecja                       | Gol                          | 6:1                          | Balkan Cup                   |
| 26.                          | 24.06.1935                   | Sofia                        | Bułgaria                     | Gol · Gol                    | 3:3                          | Balkan Cup                   |
| 27.                          | 18.08.1935                   | Katowice                     | Polska                       |                              | 3:2                          | towarzyski                   |
| 28.                          | 06.09.1935                   | Belgrad                      | Czechosłowacja               |                              | 0:0                          | towarzyski                   |
| 29.                          | 10.05.1936                   | Bukareszt                    | Rumunia                      | Gol                          | 2:3                          | Puchar Króla Karola II       |
| 30.                          | 12.07.1936                   | Stambuł                      | Turcja                       | Gol                          | 3:3                          | towarzyski                   |
| 31.                          | 09.05.1937                   | Budapeszt                    | Węgry                        |                              | 1:1                          | towarzyski                   |
| 32.                          | 06.06.1937                   | Belgrad                      | Belgia                       |                              | 1:1                          | towarzyski                   |
| 33.                          | 01.08.1937                   | Belgrad                      | Turcja                       |                              | 3:1                          | towarzyski                   |
| 34.                          | 06.09.1937                   | Belgrad                      | Rumunia                      | Gol                          | 2:1                          | Puchar Króla Karola II       |
| 35.                          | 03.10.1937                   | Praga                        | Czechosłowacja               |                              | 4:5                          | towarzyski                   |
| 36.                          | 10.10.1937                   | Warszawa                     | Polska                       |                              | 0:4                          | El. MŚ 1938                  |
| 37.                          | 26.02.1939                   | Berlin                       | III Rzesza                   |                              | 2:3                          | towarzyski                   |
| 38.                          | 07.05.1939                   | Bukareszt                    | Rumunia                      |                              | 0:1                          | Puchar Króla Karola II       |
| 39.                          | 18.05.1939                   | Belgrad                      | Anglia                       |                              | 2:1                          | towarzyski                   |
| 40.                          | 04.06.1939                   | Belgrad                      | Włochy                       |                              | 1:2                          | towarzyski                   |
| 41.                          | 12.11.1939                   | Belgrad                      | Węgry                        |                              | 0:2                          | towarzyski                   |
| 42.                          | 14.04.1940                   | Wiedeń                       | III Rzesza                   |                              | 2:1                          | towarzyski                   |
| 43.                          | 29.09.1940                   | Budapeszt                    | Węgry                        |                              | 0:0                          | towarzyski                   |
| 44.                          | 03.11.1940                   | Zagrzeb                      | III Rzesza                   |                              | 2:0                          | towarzyski                   |

## Kariera trenerska
Po zakończeniu kariery zawodniczej pracował jako trener grup młodzieżowych w zespołach Partizan oraz OFK Beograd, w których w latach 1960–1961 pracował jako trener pierwszej drużyny. Vujadinović prowadził także reprezentację Jugosławii U21 oraz turecki Altay SK. 

## Sukcesy
BSK Belgrad
- Mistrzostwo Jugosławii (5):  1929/30, 1932/33, 1934/35, 1935/36, 1938/39
- Król strzelców Prva liga Jugoslavije (2): 1929 (10 bramek), 1930/31 (12 bramek)